# Nirodia
Nirodia is een geslacht van vlinders uit de familie van de prachtvlinders (Riodinidae), onderfamilie Riodininae.
Nirodia werd in 1851 voor het eerst wetenschappelijk beschreven door Westwood.

## Soort
Nirodia omvat de volgende soort:
- Nirodia belphegor (Westwood, 1851)